# San Jorge de Vea
Vea (también llamada San Jorge de Vea y oficialmente San Xurxo de Vea) es una parroquia del municipio de La Estrada, en la provincia de Pontevedra, Galicia, España.

## Límites
Limita con las parroquias de Barcala, Santa Marina de Barcala, Frades, Vea, San Julián de Vea, Santa Cristina de Vea y Couso.

## Población
En 1842 tenía una población de hecho de 398 personas. En los veinte años que van de 1986 a 2006 la población pasó de 446 a 381 personas, lo cual significó una pérdida del 14,57%.